# Изкуствено цвете
Изкуствените цветя са имитации на естествени цъфтящи растения, използвани за търговска или жилищна декорация. Понякога се правят за научни цели (колекцията от стъклени цветя в Харвардския университет например илюстрира флората на Съединените щати). Изкуствените растения варират от стилизирани до много подробно пресъздадени ботанически или художествени образци.
Материалите, използвани при тяхното производство, включват боядисан лен и стърготини от оцветени рога в Древен Египет, злато и сребро в древен Рим, оризова хартия в Китай, пашкули от копринени буби в Италия, цветни пера в Южна Америка и восък и тонирани черупки. Съвременните техники включват издълбан или оформен сапун, найлонова мрежа, опъната върху телени рамки, смляна глина и масово произвеждани инжекционни пластмасови корнизи. Полиестерът е основният материал за производство на изкуствени цветя от 1970-те. Повечето изкуствени цветя на пазара в наши дни са направени от полиестерна тъкан.

## Галерия
- Цветя от тел и перли
- Хартиени цветя
- Текстилни цветя
- Пластмасови гирлянди
- Коледен венец
- Керамични цветя
- Стъклени цветя